# Shawnee (Kansas)
Shawnee is een plaats (city) in de Amerikaanse staat Kansas, en valt bestuurlijk gezien onder Johnson County.

## Demografie
Bij de volkstelling in 2000 werd het aantal inwoners vastgesteld op 47.996.
In 2006 is het aantal inwoners door het United States Census Bureau geschat op 59.252, een stijging van 11256 (23.5%).

## Geografie
Volgens het United States Census Bureau beslaat de plaats een oppervlakte van
110,2 km², waarvan 108,1 km² land en 2,1 km² water. Shawnee ligt op ongeveer 292 m boven zeeniveau.

## Plaatsen in de nabije omgeving
De onderstaande figuur toont nabijgelegen plaatsen in een straal van 12 km rond Shawnee.